# Сіху
Сіху (кит.: 西湖, піньінь: Xī Hú) — озеро в китайській провінції Чжецзян, що є символом старовинного міста Ханчжоу. У 2011 році садово-парковий комплекс навколо озеро Сіху і саме озеро включені до Всесвітньої спадщини ЮНЕСКО. Назва перекладається як «Західне озеро». Вважається одним з найкрасивіших місць Китаю.

## Опис
Зараз озеро займає площу близько 9 кв2: 3,2 км завдовжки, і 2,8 завширшки (за часів династії Тан у VIII ст. — 10.8 кв2). Раніше воно було вдвічі менше і використовувалося дли потреб іригації. Спочатку озеро розташовувалося на захід від міста Ханчжоу (на сьогодні в його межах). Довжина берегової лінії складає 15 км. Площа поверхні води — 5.8 кв. км, а острова займають 6.3 кв. км. Середня глибина становить 1.55 м, а найглибше місце досягає 2.8 м. Греблі Суді і Боді ділять озеро на 5 частин (зовнішнє озеро, північне внутрішнє озеро, західне внутрішнє озеро, озеро Юе і маленьке південне озеро.), кожне з яких має власну красу.
На озері розташовані острова Гушань (孤山), Сяоінчжоу (小瀛洲), Сюйсіньтін. По берегах озера розкинувся величезний парк, один з найстаріших в Китаї. Він охоплює озеро з 3 сторін. Там ростуть магнолії, сливи мейхуа, гібіскуси, верби, персики, лотоси та іриси. Квітучі восени османтуси стали символом Ханчжоу. Зведенні численні альтанки, павільйони, пагоди, містки. На східному березі знаходиться центр Ханчжоу.
Клімат тут досить м'який, тому сюди відпочивальники і туристи приїздять практично цілий рік.

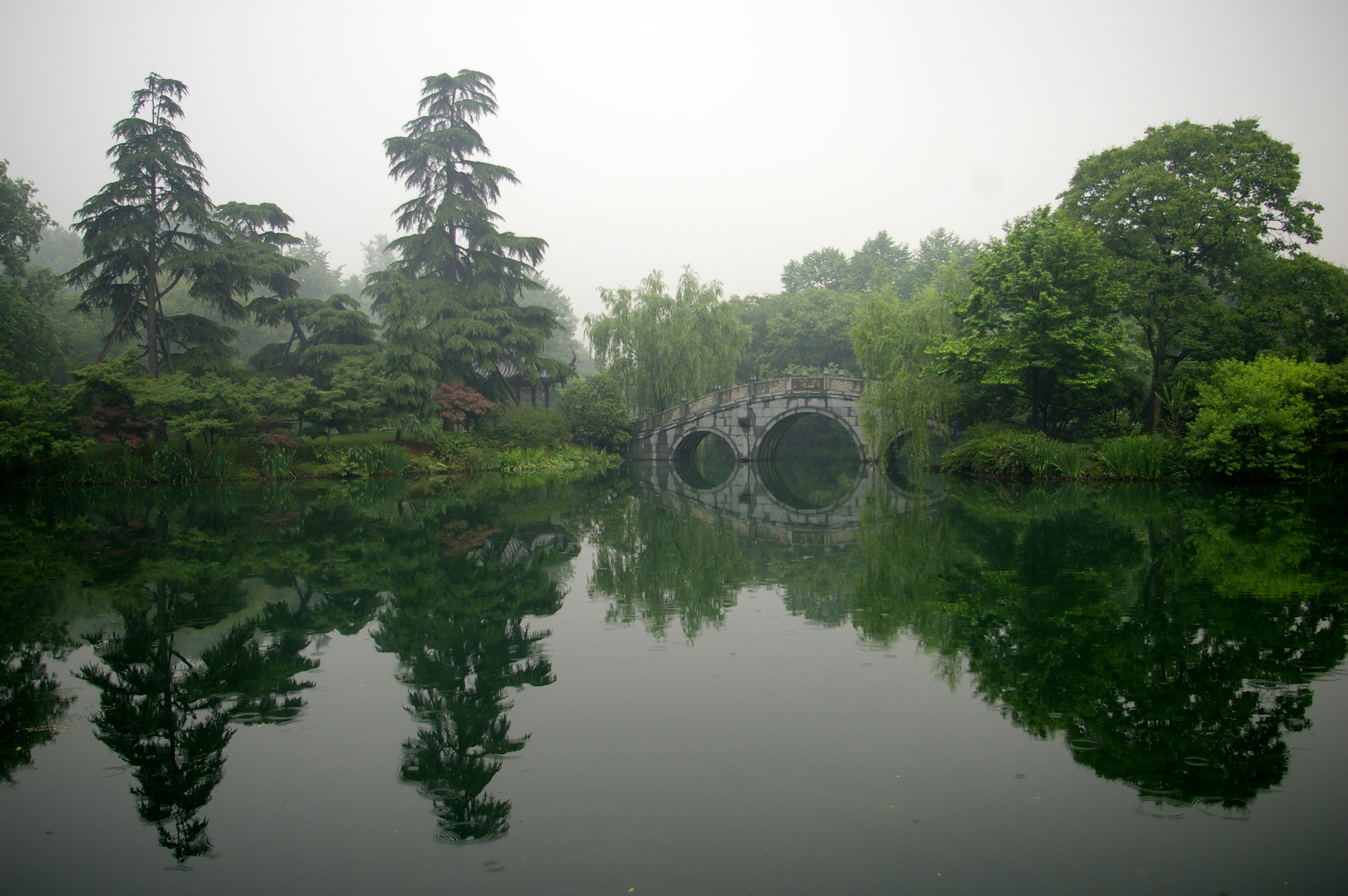
Сіху
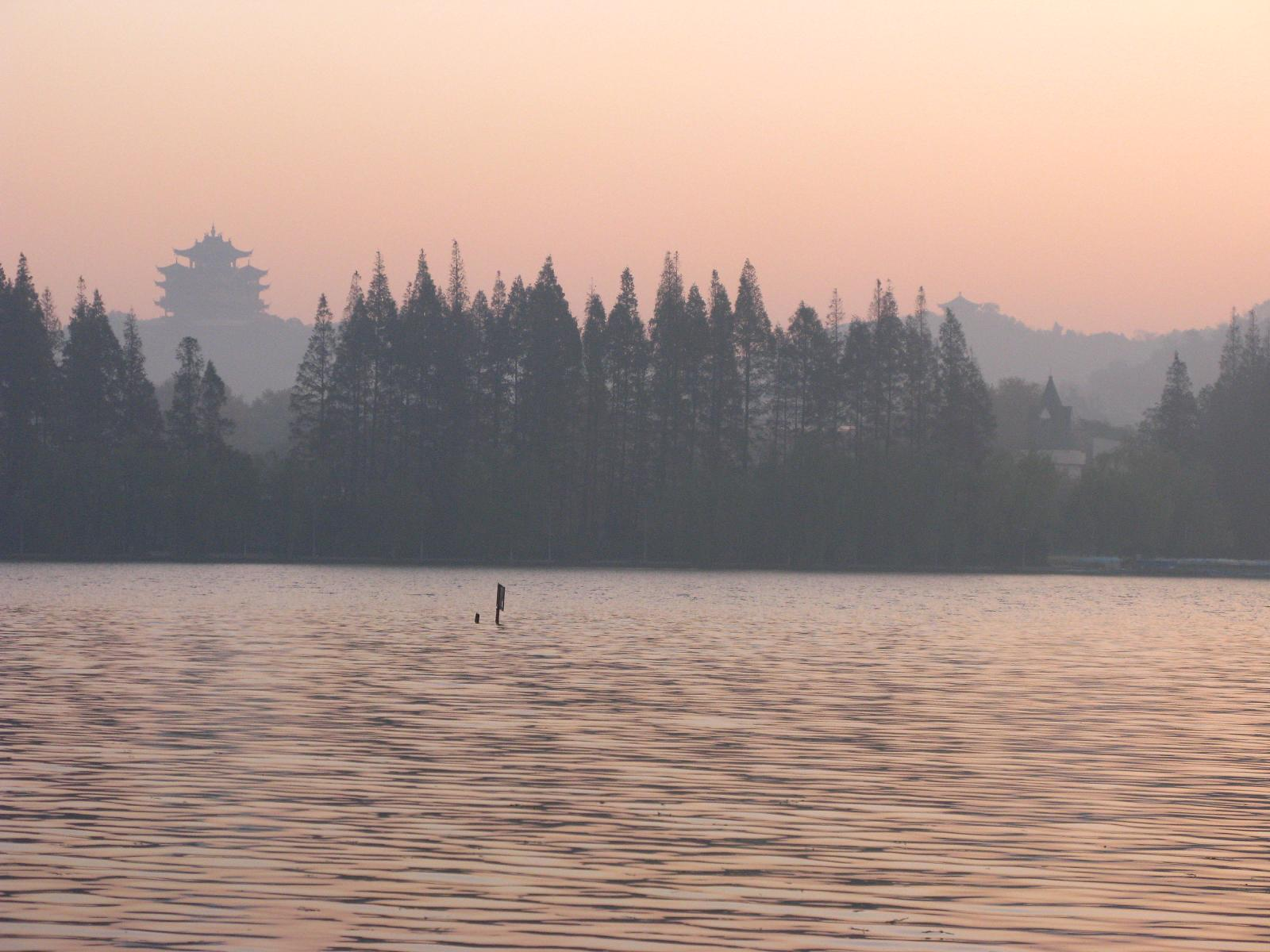
Світанок над Сіху
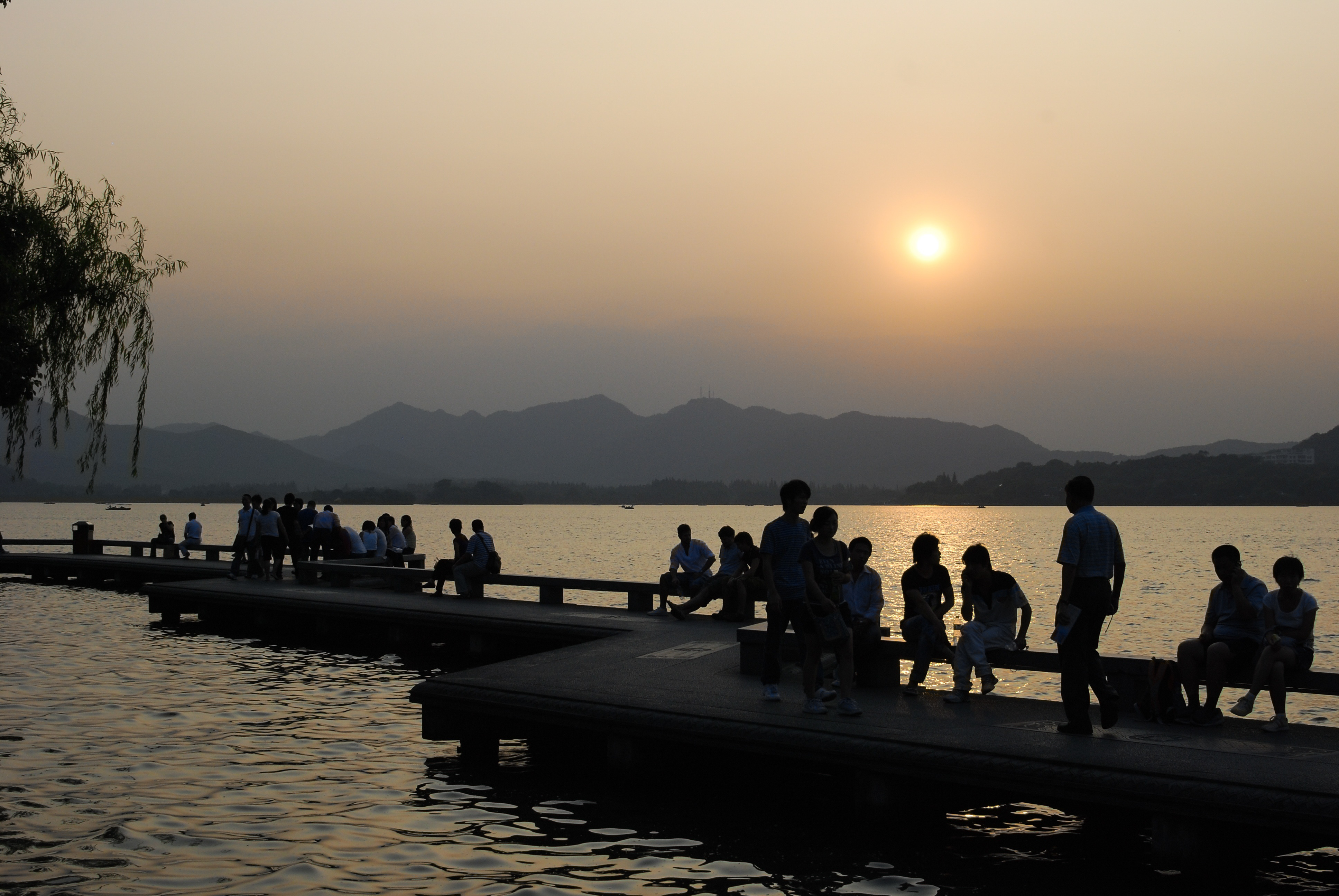
Хвилястий міст
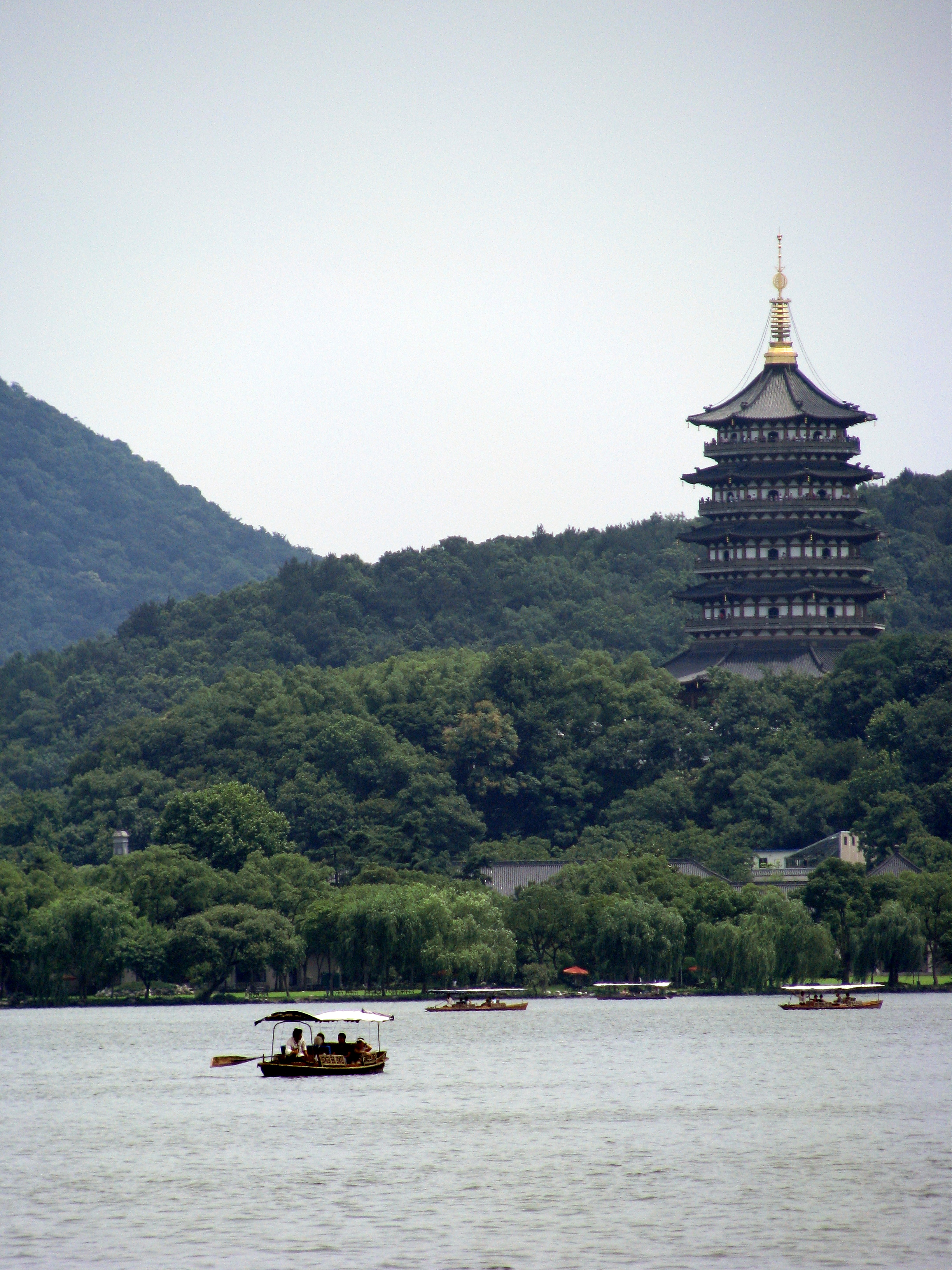
Пагода Лейфен
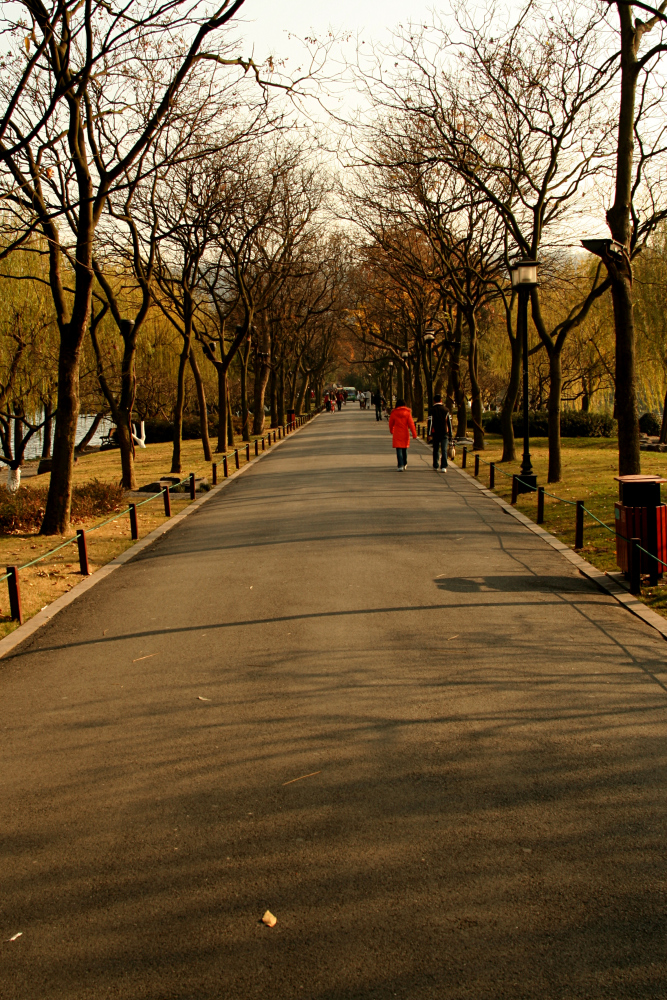
Гребля Суді

## Легенди
За легендою, воно утворилося з чудової перлини, що впала з неба. Цю перлину виточили Нефритовий Дракон і Золотий Фенікс. Ця перлина була чарівною: під її сяйвом зеленіли ліси, розпускалися квіти, дозрівали врожаї. І одного разу її сяйво досягло очей самої Сіванму — Матері-імператриці Заходу. Усім серцем своїм забажала Сіванму володіти прекрасною перлиною. Вона відправила свого довіреного викрасти перлину, і той, коли Нефритовий Дракон і Золотий Фенікс міцно спали, забрав перлину. Сиванму сховала перлину в золотій скриньці в найдальших покоях, замкнених на дев'ять дверей дев'ятьма замками, а ключі постійно тримала при собі. Проте одного разу на бенкеті Сіванму показала перлину, яку впізнали Нефритовий Дракон і Золотий Фенікс. Останні намагалися повернути її собі, під час боротьби перлина впала з небес. Ледь перлина торкнулася землі, то перетворилася на прозоре Західне озеро. Нефритовий Дракон і Золотий Фенікс не в силах були відмовитися від своєї дорогоцінної перлини. Згорнувшись, дракон перетворився в гору Нефритового Дракона біля берега озера, а Золотий Фенікс перетворився в гору Фенікса, вкриту смарагдовою зеленню. І з тих давніх пір гора Нефритового Дракона і гора Фенікса охороняють дорогоцінне озеро Сіху.
Згідно з іншою — само озера Відповідно ще однієї легенди — на дні озера мешкає Золотий Бик (його статуя стоїть біля берега) і виприскує потоки води, підтримуючи постійний рівень озера.
З озером Сіху також пов'язана «Легенда про Білу змійку», в якій йдеться про кохання дівчини на ім'я біла змійка (вона пройшла тривалий час переродження й вдосконалення) та студента Сяй Сянь. Із зазброщів чернець Фахей за допомогою магії придавив Білу змійку пагодою Лейфен, заявивши, що Білу змійку вдасться звільнити тільки в тому випадку, якщо вода озера Сіху вичерпається і пагода Лейфен обвалиться. Через кілька років Сіра змійка (назва сестра Білої змійки), завдяки самовдосконаленню, підвищила свою міць і повернулася на озеро Сіху. Вона перемогла Фахея, випивши воду з озера, перекинула пагоду Лейфен і Біла змійка була звільнена.

## Історія
Загалом в Китаї розраховуються 36 озер з назвою Сіху, але, найвідомішим є Західне озеро, що знаходиться в Ханчжоу. За науковими даними, озеро — колишня лагуна річки Цяньтан, його вік порівняно — близько 2 тисяч років.
За оповідю історика Чжан Дая під час свого володарювання ці місця відвідав імператор Цінь Шихуанді. За легендою, камінь до якого пристав його човен перетворився на велике каміння буддійського храму на горі Баоші.
За династії Суй суди було протягнуто канал, що з'єднав річки хуанхе і Цяньтан, отримавши назву Великий китайський канал. У 781 році губернатор Лі Мі задля забезпечення мешканців питною водою наказ вирити 6 свердловин у густонаселлених районах. Їх було з'єднано трубами, по яким вода потрапляла до Ханчжоу. Натепер залишився лише 1 колодязь — Сянгуо (неподалік від міста Цзіньтін).
Своїм облаштуванням Сіху зобов'язане двом поетом-губернаторам, які звернули увагу на красу місця і оспівали її у своїх віршах, а також чимало зробили для облаштування озера і берегів. Їхні імена відображені в назвах дамб — Боді 白堤 і Суді 苏堤. Так, поет Бо Цзюй-і, щоб зберегти води озера, які використовувалися для зрошення полів, побудував греблю, з якою також можна було милуватися навколишніми пейзажами. Згодом вона була затоплена, але народ в пам'ять про поета-губернаторові, побудував іншу і назвав її його ім'ям. Натепер гребля Боді зміцнена і розширена, по її берегах висаджені дерева, квіти, побудовані мости і павільйони. Бо Цзюй-і присвятив Сіху свій вірш «Не можу залишити Ханчжоу з любові до озера Сіху».
Гребля Суді, що завдовжки 2600 метрів і має 6 арочних мостів, названа на честь іншого поета-губернатора — Су Дунпо. Він зміг організувати широкомасштабні роботи з очищення озера, і добута глина пішла на будівництво греблі. Саме Су Дунпо вперше вжив словосполучення «Сіху» в офіційному документі, давши, таким чином, назву цьому озеру. Також відобразив своє захопленням ним у вірші «Хочу порівняти озеро Сіху з красунею, яка прекрасна і в малому, і в густому гримі».
Дамба Боді з'єднує берег з найбільшим островом на озері — Гушань (Самотня гора), який славиться своєю смарагдовою зеленню вікових дерев, хвилястими стежками, весняним цвітінням камелій і орхідей. На березі розкинувся сливовий сад. За переказами, тут на самоті жив поет Лінь Хецзін (967–1028), який вирощував сливи і розводив лелек. Коли він помер, усе 360 сливових дерев зів'яли, а пара лелек померла від туги. Місцеві жителі вирішили поховати їх поруч з могилою поета, а неподалік спорудили альтанку Фанхетін («Альтанка лелек, що вилітають»). На згадку про поета сливи посадили по всьому горбу.
За наказом володаря держави Уюе (часів П'яти династій і десяти царств) Цянб Лю були проведені поглиблювальні роботи на озері. У XIV ст. за часів династії Юань тут побував відомий італійський мандрівник Марко Поло. У XVI ст. мінський губернатор Ян Менїн провів нові поглиблювальні роботи, що тривали 152 днів, задіяно було 6,7 млн чоловіків, усього витрачено 23,607 лян срібла, в результаті ліквідовано 3,481 га незаконних полів. Видалений мул використали для розширення грублі Суді та проведення нової греблі Янгунді до західного внутрішнього озера. У 1607 році губернатор Ні Сіньтан звів кругову греблю до острова Сюйінчжоу. У 1611 і 1620 роках створювали й зовнішні ставки та будови біля них, що зрештою утворило місцину відому як один з видів Сіху — «Місяць, що відбивається в трьох вирах»
Імператори з династії Цін полюбляли тут бувати. так, імператор Кансі відвідував Сіху 5 разів, бгатоа також бували імператори Юнчжен (він наказав розширити площу озера з 7,54 до 8,1 кв2), Цяньлун. У XVIII ст. розбито парк «Місяць над сонним озером восени», який розташований у південно-східного підніжжя гори Відлюдника. У 1800 і 1864 роках відбувалися поглиблювальні роботи. У 1903 році відомий художник і різьбяр печаток У Чаншо разом зі своїми друзями заснував товариство з вивчення різьблення кам'яних печаток Силін.
Після повалення монархії й встановлення республіки місця навколо Сіху відкрили для усіх мешканців. Парк часів Цін було перейменовано на «Парк Сунь Ятсена». З 1917 року урядом Китайської республіки проводилися роботи з відновлення пам'яток архітектури навколо озера.
Після утвердження Китайської народної республіки Ханчжоу і Сіху відкрили для туристів з інших країн. На час культурної революції підтримання в гарному стані місцин біля Сіху припинилося. Лише з кінця 1970-х років китайський уряд знову починає піклуватися про Сіху, відкриває доступ до нього. З 2000 року почала працювати виставка «ЕКСПО Сіху». 1 жовтня 2003 було відкрито рух по 1300-метровому тунелю під озером. Зображення Сіху поміщено на купюру в 1 юань, надрукованої 2004 року.

## Пам'ятки
Озеро Сіху оточують гори, на яких розташовані чайні зони Лунцзін. Тут збирають відомий чай Сіху Лунцзін (西湖龙井, «Колодяць дракона з озера Сіху»), що 10 найкращих чаїв Китаю, відомий з часів династії Тан. З його 11 сортів, 3 вважаються найвищими, елітними.
На берегу розташовані буддійський храм Лін'їньси, пагоди Лейфен і Люхет, храм військовика часів династії Південна Сун Юе Фея.
Неподалік від озера знаходяться Яшмове і Тигрове Джерела, Колодязь Дракона, печери Рожевих Хмар і Жовтого Дракона.
На горі Відлюдник знаходиться Суспільство різьбярів печаток Сілін.

### 10 видів Сіху
Романтичні назви різні частини озера отримали від імператора з династії Цін — Хунлі (девіз правління Цяньлун).
- «Осінній місяць над гладким озером» 平湖秋月. Цю картину можна спостерігати з західного краю греблі Боді. Один з чайних будиночків став традиційним місцем для огляду Західного озера, особливо в один з вечорів під час святкування Середини осені. У цей час місяць особливо повний і яскравий. З павільйонами і платформами перемежовуються садові рослини і квіти.
- «Весняне цвітіння на греблі Суді» 蘇堤 春曉
- «Вітер у лотосах, подібний сумній мелодії» 曲院風荷
- «Грім в горах і відблиски сонця» 雷 峰 夕照 (Інший варіант перекладу «Пагода Лейфен на заході»)
- «Залишки снігу на напівзруйнованому мосту» 斷橋 殘雪. Кам'яний арочний міст знаходиться в східній частині греблі Боді. Після снігопаду на сонячній стороні моста сніг розтає, а на затіненій стороні він все ще лежить. Якщо дивитися на цей міст здалеку, він здається зламаним. Звідси і пішла його незвичайна назва.
- «Хвилі від верб на воді і спів вивільги» 柳浪聞鶯
- «Місяць, що відбивається в трьох вирах» 三潭印月. У центрі цього місця знаходяться три мініатюрних кам'яні пагоди, побудовані тут більше 800 років тому. Їх висота 2 метри. Вночі під час святкування Середини осені, коли виходить Місяць і яскраво світить на небі, у кожній з пагод запалюють свічку. Повний місяць відбивається в спокійній воді озера.
- «Рибки у квітковій затоні» 花港觀魚. Це місце знаходиться в південній частині грублі Суді. Чисте джерело біжить з пагорба Хуацзя і впадає в Західне озеро. Тому тут завжди багато квітів, і це місце називається Квітковий затон. Це місце перетворили на парк площею в 22 га, у якому росте багато різних дерев, чагарників і квітів. У квітні тут цвітуть півонії, які утворюють цілий Піоновий сад. Присутній ставок із золотими рибками.
- «Два гірських піку, що пронизують хмари» 雙峰 插 雲
- «Вечірній дзвін Наньпін» 南屏 晚鐘.

## У мистецтві та літературі
Сіху часто надихало китайських художників на різні сюжети. У 1138 році на березі озера (напроти імператорського міста) отримало землю Академія мистецтва Хуаюань. Природу біля озера Сіху надихало представників південносунської школи малювання. В подальшому тут написав низку робіт відомий майстер Ма Юань («Десять видів Сіху»). У 1928 році в ханчжоу створюється Художній інститут Сіху (на честь цього озера). В ці часи тут працював відомий художник Пан Тяньшоу.
Тривалий час були популярними тематичні оповіді на мові байхуа «Сіху цзяхуа» — «Чудові розповіді про озеро Сіху».